# ACC Network
ACC Network (ACCN) est une chaîne de télévision américaine disponible par abonnement à l'international détenue et exploitée par ESPN. La chaîne est dédiée à la couverture de l'Atlantic Coast Conference regroupant 15 universités de l'est américain et 15 disciplines sportives. La chaîne a été annoncée en juillet 2016 et lancée le 22 août 2019. Elle est gérée depuis le siège d'ESPN à Bristol, Connecticut, bien qu'une partie de la programmation et du personnel est basé à Charlotte, en Caroline du Nord .
Avant le lancement du réseau de télévision et dans le cadre du nouveau contrat d'ESPN avec la conférence, ESPN a lancé la plate-forme numérique ACC Network Extra ( ACCNX ) sur WatchESPN en 2016, qui diffuse les événements ACC non diffusés à la télévision. Le réseau est actuellement diffusé sur tous les principaux services américains de câble, de satellite et de streaming, à l'exception de Comcast Xfinity. Le commissaire de l'ACC a déclaré qu'un accord de transport avec Comcast est probable d'ici septembre 2021.

## Histoire
Le 21 juillet 2016, ESPN et l'Atlantic Coast Conference annonce la création en 2019 d'une chaîne ACC Network ainsi qu'un service ACC Network Extra dans l'application WatchESPN. Le 2 janvier 2019, des détails du nouveau contrat pluriannuel entre Disney et Verizon ont été publiés, et incluent la diffusion de la chaîne ACC Network à partir du 22 août 2019. Le 19 mars 2019, ESPN a signé un contrat de 12 ans avec l'American Athletic Conference d'un milliard d'USD pour diffuser les matchs des écoles liées à cette ligue. Le 23 juillet 2019, à un mois du lancement d'ACC Network, Disney et ESPN annoncent un contrat de diffusion avec la NCTC mais aucun major comme Dish, Comcast ou Charter.